# 5666 Rabelais
Az 5666 Rabelais (ideiglenes jelöléssel 1982 TP1) a Naprendszer kisbolygóövében található aszteroida. Ljudmila Georgijevna Karacskina fedezte fel 1982. október 14-én.